# Šestiočka sadistická
Šestiočka sadistická (Harpactea sadistica) je pavouk z čeledi šestiočkovitých, objevený v Izraeli v roce 2008 českým zoologem Milanem Řezáčem. Vyznačuje se velmi neobvyklým způsobem kopulace, kdy samec nepoužívá pohlavní orgány samice (které postupem času zakrněly), ale ostrým pohlavním orgánem připomínajícím jehlu injektuje dávku spermií přímo do její tělní dutiny.